# Resolution 37 des UN-Sicherheitsrates
Die Resolution 37 des UN-Sicherheitsrates ist eine Resolution, die der Sicherheitsrat der Vereinten Nationen am 9. Dezember 1947 beschloss.

## Inhalt
Diese Resolution befasst sich mit den Artikeln 58, 59 und 60 des Kapitels X der Charta und sieht zwei Regeln vor:
Jeder Staat, der einen Antrag auf Mitgliedschaft stellen möchte, muss einen Antrag an den Generalsekretär stellen.
Der Sicherheitsrat prüft das Ersuchen und erstattet der Generalversammlung Bericht.

## Ergebnis
Die Resolution wurde ohne Abstimmung angenommen.